# Бранко Чопич
Бранко Чопич е югославски писател от босненско-сръбски произход.

## Биография
Завършва гимназия в Бихач, след което учи педагогика в Баня Лука и Сараево, дипломирайки се в Карловац. Завършва Философския факултет на Белградския университет през 1940 година.
Работи като преводач от английски, немски, френски и руски език. Член на Сръбската академия на науките и изкуствата и на Академията на науките и изкуствата на Босна и Херцеговина. Самоубива се, скачайки от Бранковия мост на река Сава в Белград.
Основни теми в творчеството на Бранко Чопич е живота на етносите в Босна и Херцеговина, както събитията в бивша Югославия по време на Втората световна война.